# 武野神社
武野神社（たけしのじんじゃ）は、埼玉県新座市の神社。

## 歴史
創建年代は不明である。ただ社伝によると、前九年の役に出征する源頼義・義家父子が、その途上で当社で戦勝祈願をし、社殿を改築したという記録があることから、その頃には既に存在していたものと推測される。義家は改築の際に北向きにしたという。北向きの神社は極めて珍しいという。近くの満行寺が別当寺であった。
1908年（明治41年）の神社合祀により周辺の8社が合祀された。その際に「武蔵野」と当地の地名「野寺」に因み、「八幡社」から「武野神社」に改称した。

## 交通アクセス
- 路線バス火の見下停留所より徒歩6分。